# Nagie kości
Nagie kości – powieść kryminalna autorstwa Kathy Reichs, po raz pierwszy opublikowana w 2003 roku. W Polsce ukazała się w 2008 roku. Jest to szósta książka z cyklu "Kości", który zainspirował twórców serialu o tym samym tytule. Fragmenty powieści są oparte na autentycznych wydarzeniach, które miały miejsce w Montrealu w 1997 roku, gdzie toczyła się sprawa przeciwko kłusownikowi zabijającemu łosie.

## Fabuła
Akcja dzieje się głównie w Północnej Karolinie. Dr Temperance Brennan tym razem próbuje rozwikłać zagadki spalonego w piecu noworodka, którego matka zniknęła oraz rozbitego samolotu zajmującego się transportem narkotyków. Do tego dochodzą tajemnicze szczątki odnalezione na pikniku, na pierwszy rzut oka należące do niedźwiedzi. W trakcie śledztwa Brennan otrzymuje maile z pogróżkami.

## Bohaterowie
- Temperance Brennan - biegła antropolog sądowa, pomaga policji w rozwiązywaniu zagadek kryminalnych na podstawie ciał ofiar. Jest narratorem powieści
- Andrew Ryan – porucznik, detektyw z wydziału zabójstw, atrakcyjny mężczyzna. Od lat współpracuje z Brennan, jest jej przyjacielem. Ich relacje balansują na granicy romansu. W serialu jego odpowiednik to Seeley Booth
- Skinny Slidell – detektyw, współpracuje z Brennan. Nie rzuca na kolana urokiem osobistym. W oczach Brennan czasami jest irytujący i nieczuły. Jeździ fordem Taurusem
- Tim Larabee – lekarz sądowy, zapalony biegacz
- Gideon Banks – ojciec Tameli, wdowiec, emerytowany pracownik uniwersytetu, dawny współpracownik Brennan, niski, starszy człowiek o siwych włosach, maniak czystości
- Tamela Banks – zaginiona młoda dziewczyna, podejrzana o spalenie swojego dziecka.
- Geneva Banks – siostra Tameli
- Darryl Tyree – chłopak Tameli, domniemany ojciec jej dziecka, zamieszany w handel narkotykami i pornografię. Policja podejrzewa go o zabójstwo swojej dziewczyny
- Katy – córka Brennan i Pete’a z którym Brennan od dłuższego czasu żyje w separacji. Spotyka się z Palmerem Cousinsem
- Harry – siostra Brennan
- Ricky Don Dorton – właściciel rozbitej cessny i klubów ze striptizem. Jest podejrzewany o posiadanie nelegalnych źródeł dochodu (handel narkotykami) i obserwowany przez policję. Od lat ma problemy z prawem
- Brian Aiker - zaginiony agent. Wkrótce jego ciało zostaje znalezione w jeziorze
- Charlotte Cobb - zaginiona agentka. Jak się okazuje przeszła kiedyś operację zmiany płci
- Joe Hawkins - śledczy z biura lekarza sądowego
- Rinaldi - parter Slidella
- Harvey Peace - pilot samolotu
- Rachel - ornitolog
- James Park
- Jackson Jack Wyatt
- Sonny Pounder
- Lawrece Looper
- Wally Cagle
- Murray Snow